# Svend Auken

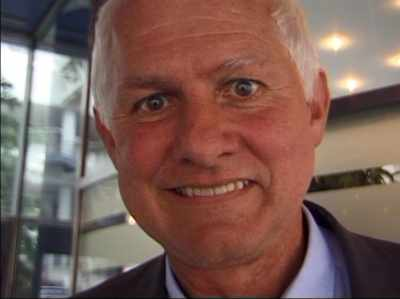
Svend Auken

Svend Gunnarsen Auken (* 24. Mai 1943 in Aarhus; † 4. August 2009 in Kopenhagen) war ein dänischer sozialdemokratischer Politiker. Er war ein Sohn der Eheleute Gunnar und Kirsten Auken sowie Bruder von Jens Auken, Margrete Auken, Gunvor Auken und den Zwillingsschwestern Ingegerd und Charlotte aus der zweiten Ehe seines Vaters.

## Leben
Er studierte Politikwissenschaften und war seit 1971 Mitglied des dänischen Parlaments. Auken war Vorsitzender der sozialdemokratischen Partei von 1987 bis 1992 und dänischer Arbeitsminister von 1. Oktober 1977 bis 10. September 1982, Umweltminister vom 25. Januar 1993 bis 27. September 1994 und dann Umwelt- und Energieminister bis zum 27. November 2001. Auken starb an Prostatakrebs.